# グドルーン (小惑星)
グドルーン (328 Gudrun) は小惑星帯にあるとても大きな小惑星。
1892年3月18日にマックス・ヴォルフによってドイツのハイデルベルクで発見され、北欧神話の英雄シグルズの妻グズルーン (Guðrún) にちなんで命名された。